# Ravi Patel
Pour les articles homonymes, voir Patel.
Ravi Patel est un acteur américain, né le 18 décembre 1978 à Freeport aux États-Unis.

## Biographie
Ravi Patel est né le 18 décembre 1978 à Freeport dans l'Illinois. Il est le fils d'un consultant financier Vasant Patel et d'une agent immobilier Champa Patel. Il a passé la plupart de son enfance à Charlotte en Caroline du Nord. Il est diplômé de l'université de Caroline du Nord à Chapel Hill en 2001 avec  2 diplômes en économie et en études internationales. Il a une sœur, Geeta Patel, qui est directrice et écrivaine.
Il a co-fondé This Bar Saves Lives, qui fait don d'un  repas pour chaque barre de céréales qu'ils vendent, aux côtés de Ryan Devlin, Todd Grinnell et Kristen Bell.
Il est aussi un investisseur actif dans des start-up dans la santé et le bien-être.

## Carrière
La carrière de Ravi Patel commence après qu'il a co-fondé le magazine populaire de poker All In tandis qu'il vivait à Los Angeles.
Durant ce temps, il a demandé à un maître de cérémonie de participer à un spectacle de talents dans un festival des arts. Spectacle au cours duquel il a effectué 45 minutes de stand-up improvisé entre les 2 actes, il a provoqué d'énormes fous-rires. Grâce à cette prestation, il a signé un contrat avec un agent pour deux douzaines de publicités. Considérant que c'était une opportunité à court-terme, il a reporté son admission à l'école de droit d'un an pour profiter de son passage fortuit dans le divertissement. Mais il est devenu un acteur à temps plein en l'espace de quelques mois, ce qui lui a appris l'importance de l'art et lui a permis de  se plonger pleinement dans le métier d'acteur.
Il a joué dans 70 publicités nationales et presque chaque année depuis 2006, il a passé des casting dans plusieurs séries ou films tels que Transformers, Scrubs, Philadelphia, The Comedians et Hawaii 5-0.
De 2008 à 2009, Ravi Patel est apparu en tant que George Patil dans 6 épisodes de la série de CW,Easy Money. En 2010, il a joué dans Past Life diffusé sur la FOX et  joué dans le pilote de la sitcom Nirvana pour la FOX aux côtés de Rachael Leigh Cook.
Ravi Patel a co-dirigé et joué dans Meet the Patels, un documentaire qu'il a fait avec sa sœur, Geeta Patel, et qui a remporté le prix du public au Festival du Film de Los Angeles en 2014. Le film, autobiographique, raconte le voyage de Ravi Patel pour trouver une femme indienne. Ravi et Geeta ont trouvé un accord avec Fox Searchlight Pictures pour écrire et diriger un remake narratif du film.
En 2015, il a travaillé sur un épisode de la série de Aziz Ansari, Master of None.
Depuis 2015, Ravi Patel joue dans la série Grandfathered aux côtés de John Stamos et Paget Brewster.

## Filmographie

### Cinéma
- 2006 : Boys & Girls Guide To Getting Down : Rajiv
- 2007 : Transformers : un opérateur au téléphone
- 2008 : Happy Wednesday : Ravi Saldana
- 2008 : Hotel California : Sam
- 2009 : The Last Hurrah : Ara
- 2009 : The Indian and the Samurai : Art of Indian Vusiness (Voix)
- 2009 : Points de rupture : Sanjay
- 2009 : Bent : Jim
- 2010 : Shop Secret : Scotty Kapoor
- 2010 : Men, Interrupted : Mike Demure
- 2011 : Have I Shared Too Much? : John Smoot
- 2012 : ...Or Die
- 2016 : Get a Job : Wick
- 2019 : Séduis-moi si tu peux ! (Long Shot) de Jonathan Levine : Tom
- 2019 : Come as You Are de Richard Wong
- 2020 : Wonder Woman 1984 de Patty Jenkins : Babajide
- 2024 : Harold et le Crayon magique de Carlos Saldanha : Prasad

### Télévision
- 2006 : Philadelphia : un avocat (saison 2 épisode 2)
- 2006 : After Midnight - Life Behind Bars (téléfilm) : Sanj
- 2007 : Scrubs : Dr Patel (saison 6 épisode 11)
- 2007 : The World According to Barnes : Nasser
- 2008 : Squeegees (téléfilm) : Jorge Salcedos
- 2008 : Precious Meadows (téléfilm) : Johnny Raju
- 2008 - 2009 : Easy Money : George Patil
- 2009 : Static : différents rôles
- 2010 : Past Life : Dr Rishi Karna
- 2010 : Look : Vinnay
- 2010 : Nevermind Nirvana : Sonny
- 2011 : Un combat, cinq destins (téléfilm) : Dr Desai
- 2011 : Ricky and Ravi (Are in Between Jobs) : Ravi
- 2011 : Outsourced : Kamran (saison 1 épisode 17)
- 2011 : Svetlana : Vivek (saison 2 épisodes 8 et 9)
- 2011 : Game for Gamers : Ravi
- 2011 : My Freakin' Family : Raj
- 2012 : Family Trap
- 2012 : Bones : Poorab Sangani (saison 7 épisode 9)
- 2012  : Perception : Dr Harvey Kapoor (saison 1 épisodes 1 et 5)
- 2012 : The New Normal : Amir
- 2013 : Middle Age Rage (téléfilm) : Principal Patel
- 2013 - 2014 : Super Fun Night : Alexander Rosenhoff
- 2014 : The Michael J. Fox Show : Ranesh (saison 1 épisode 17)
- 2014 : Trophy Wife : Dr. Scharma (saison 1 épisode 22)
- 2014 : Hawaii 5-0 : Dr Sanjeet Dhawan (saison 5 épisode 9)
- 2014 : Dead Boss (téléfilm) : Henry
- 2014 : Meet the Patels : lui-même
- 2015 : Puerto Ricans in Paris : Hassan
- 2015 : Childrens Hospital : Dr Sunnit Bharta (saison 6 épisode 7)
- 2015 : The Comedians : Casey (saison 1 épisode 7)
- 2015 : Grandfathered : Ravi
- 2015 : Another Period : Mohandas Gandhi (saison 1 épisode 7)
- 2015 : Master of None : Ravi (saison 1 épisode 4)
- 2017 : Superstore : Rex Joshi ( saison 2 épisode 11 )
- 2017 : Grey's Anatomy
- 2023 : Justified: City Primeval : Rick Newley